# Уфимский Благовещенский монастырь
Уфимский Благовещенский монастырь — упразднённый православный женский монастырь в Старой Уфе. Основан в Уфе игуменьей Филаретой по современной Сочинской улице в Успенской слободе на месте Уфимского Успенского мужского монастыря, упразднённого в ходе секуляризации 1764 года. Правопреемником считается Благовещенский женский монастырь, открытый в 1995 году, и переведённый в 1998 году в город Стерлитамак.
Перестроенные монастырские здания Иверской и Александро-Невской церквей, жилого корпуса, бани и пекарни, школы являются памятниками истории и архитектуры.

## История
В 1826 году образована община келейниц-черничек, во главе с Варварой Стефановной Бычковой, в селе Богородском (с 1917 года — Бетьки) Бетьковской волости Мензелинского уезда. С 1828 года община официально разрешена епископом Оренбургским и Уфимским Амвросием II, настоятельницей стала старшая сестра Стефанида Стефановна Бычкова, впоследствии — игуменья Филарета.
В 1832 году старшая сестра Стефанида Стефановна просила епископа Оренбургского и Уфимского Аркадия (Фёдорова) ходатайствовать перед Святейшим Синодом о преобразовании общины в монастырь, и с его строительством в Уфе. С 1833 года приобретены дома в Успенской слободе в Уфе, рядом с действующей приходской церковью Богоявления, на месте упразднённого в 1764 году Уфимского Успенского мужского монастыря. Также издан указ Святейшего Синода, «коим требовалось сообщить соображения о способах существования предполагаемого монастыря».
18 марта 1838 года указом Святейшего Синода открыт Благовещенский женский общежительный монастырь 3-го класса. Первой настоятельницей монастыря стала игуменья Филарета.
В 1850 году, на средства горожан, построена деревянная летняя церковь Благовещения Пресвятой Богородицы (Благовещенский храм). Позднее деревянный купол обвалился при попытке устроить в ней отопление — реставрация продлилась до 1867 года. В 1852 году построена кирпичная церковь во имя Святого князя Александра Невского (Александро-Невская церковь) в стиле эклектики. По периметру монастыря построена кирпичная стена с четырьмя башнями по углам и тремя воротами, а здания обнесены по второй этаж крытыми галереями.
В 1867 году отреставрирована церковь Благовещения Пресвятой Богородицы в русско-византийском стиле, с деревянным пятиглавием и кирпичными стенами. В 1868 году при монастыре открыто училище для женщин, не имеющих духовного звания, находившихся на полном содержании монастыря.
В 1892 году для бедных и пожилых женщин Старой Уфы и Золотухинской слободы организована бесплатная столовая. В 1897 году пристроена кирпичная церковь Иконы Божией Матери Иверская (Иверская церковь) к Александро-Невской церкви.
В 1918 году монастырь закрыт, хранящиеся в нём ценности конфискованы. В 1919 году Уфимский губисполком из 240 сестёр монастыря организовал воспитательную сельскохозяйственную артель.
Богослужения в церквях закрытого монастыря проводились до 1929 года: по постановлению БашЦИКа монастырские земли национализированы, Иверская и Александро-Невская церкви закрыты, их купола снесены. В 1930 году взорван Благовещенский храм.

## Священнослужители
Известны имена настоятельниц монастыря: Филарета (с 1828), Евпраксия (с 1858), Дорофея (с 1894), Иннокентия (с 1898), Зосима I (с 1908), Клавдия (1914—1919), Зосима II (1920—1929).

## Галерея

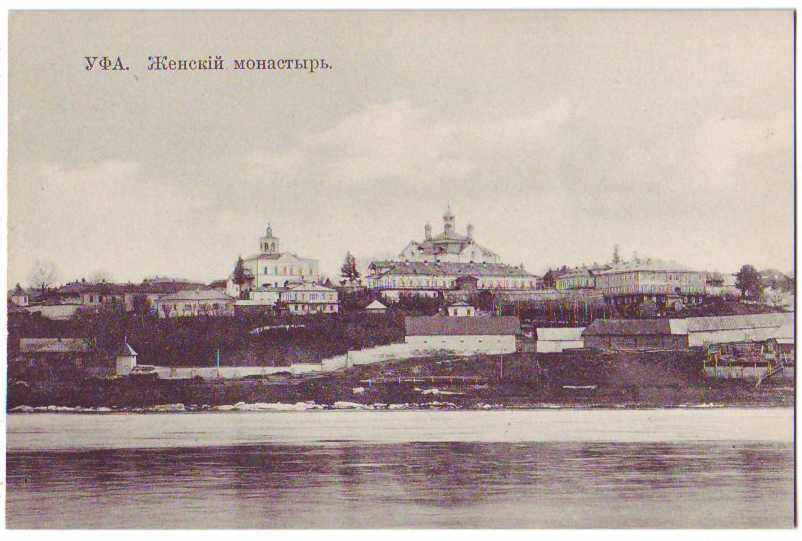
Благовещенский женский монастырь на месте Уфимского Успенского мужского монастыря. Фотография. Вид с современной Кооперативной поляны.
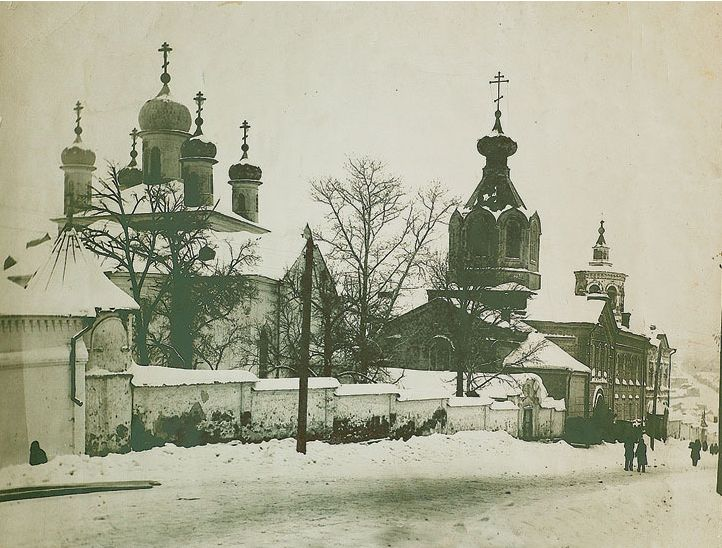
Благовещенский женский монастырь на месте Уфимского Успенского мужского монастыря. Фотография. Вид с современной Сочинской улицы.
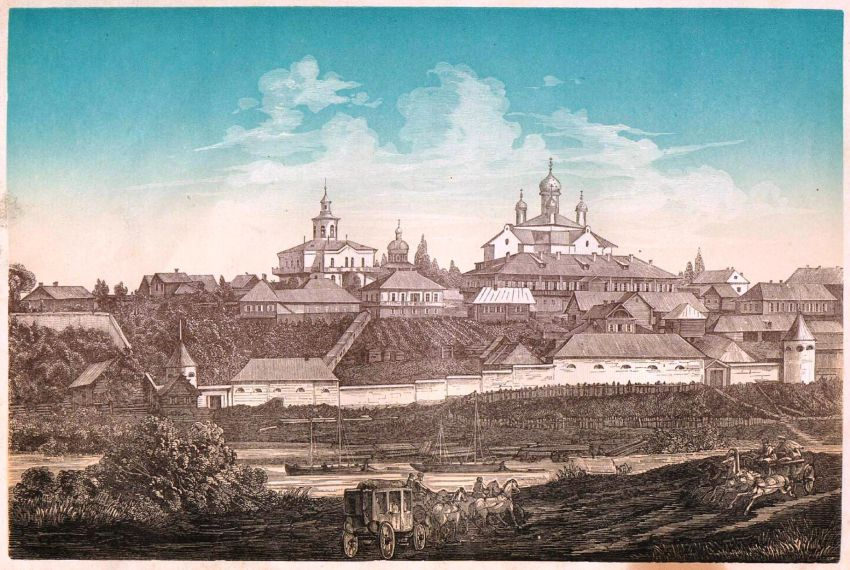
Благовещенский женский монастырь на месте Уфимского Успенского женского монастыря. 1856 год. Рисунок. Вид с современной Кооперативной поляны
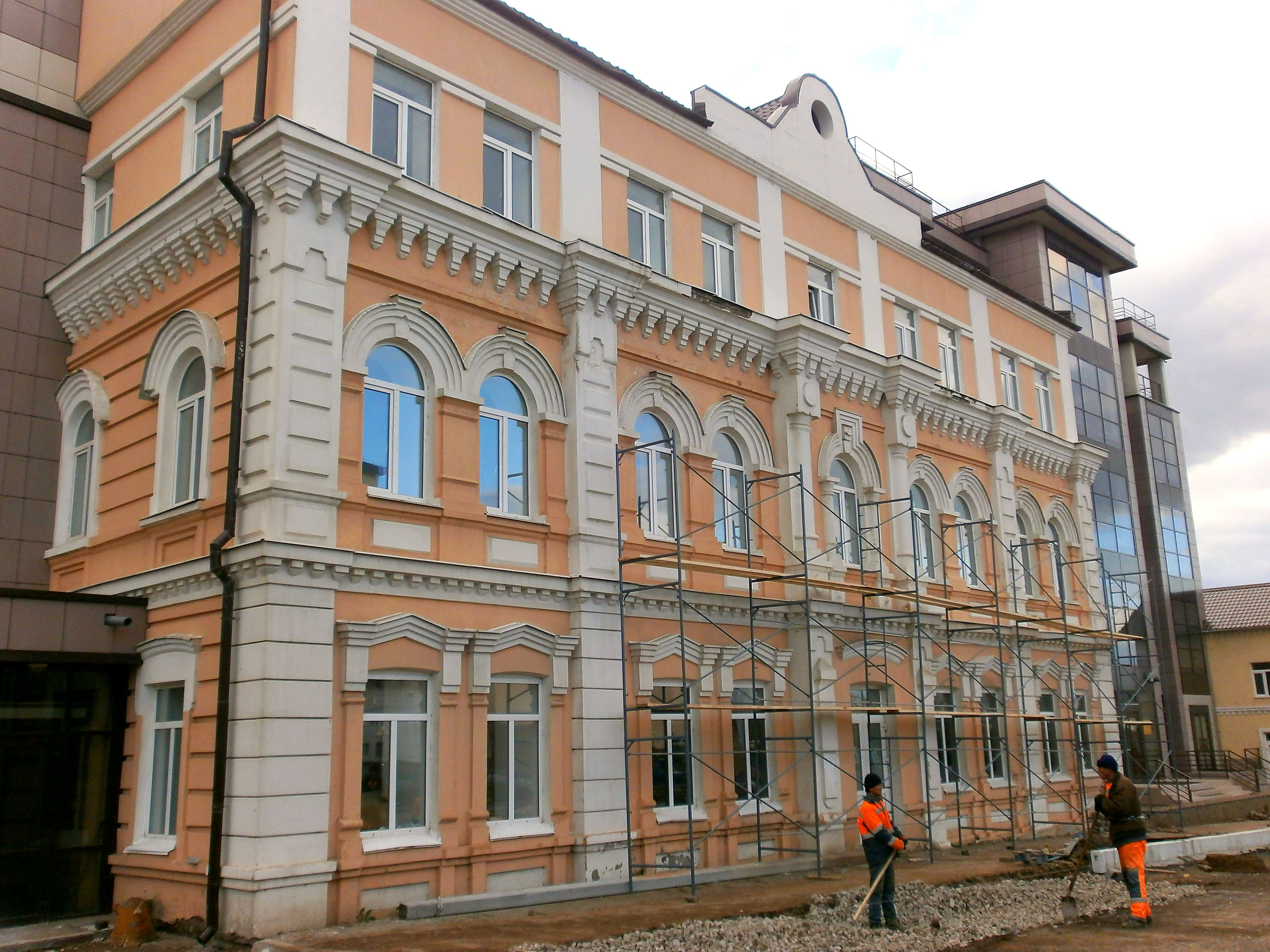
Здание Уфимского Благовещенского женского монастыря (Сочинская улица, 12). Фотография. Вид с Сочинской улицы.
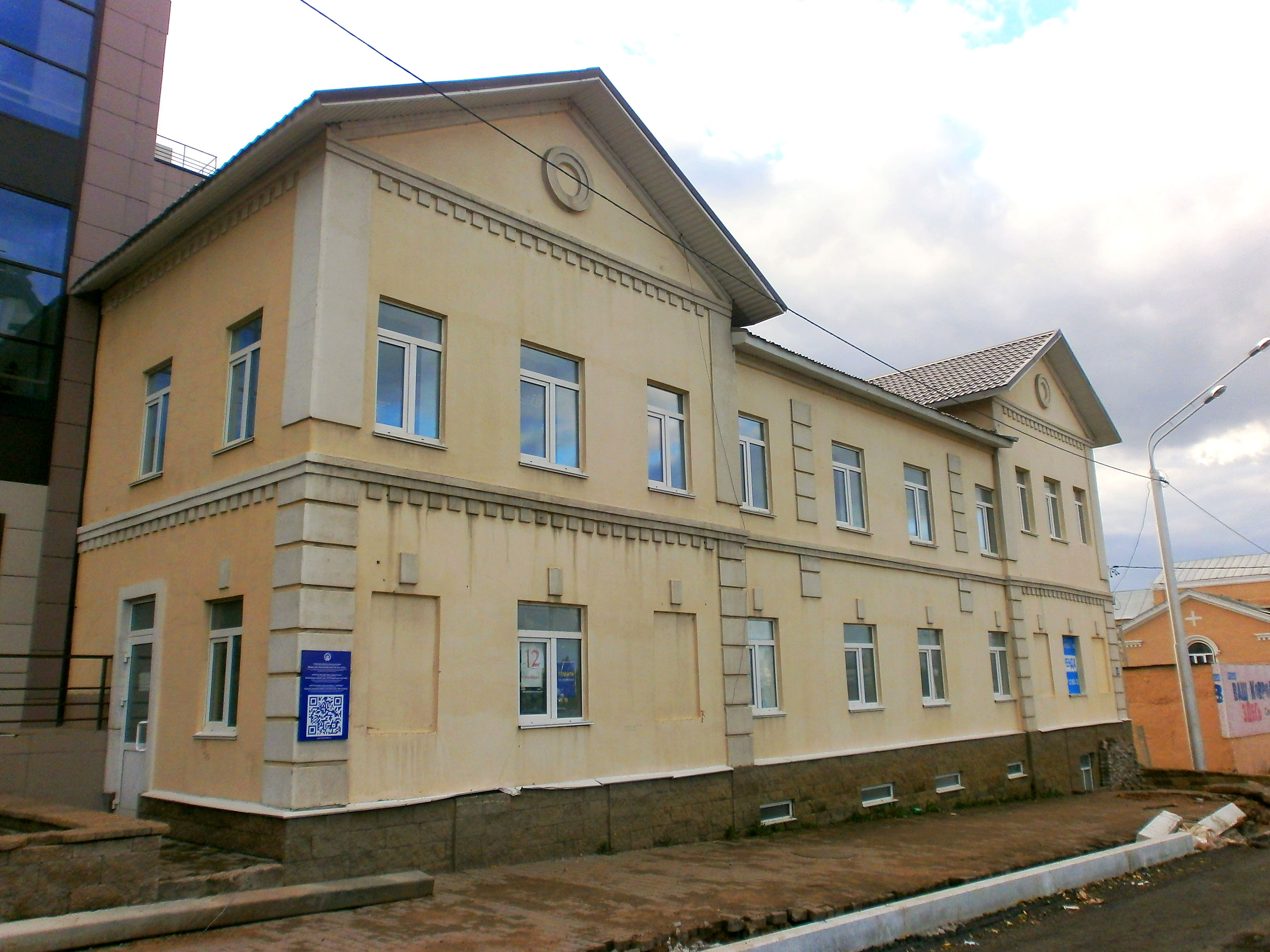
Здание Уфимского Благовещенского женского монастыря (Сочинская улица, 12). Фотография. Вид с Сочинской улицы.
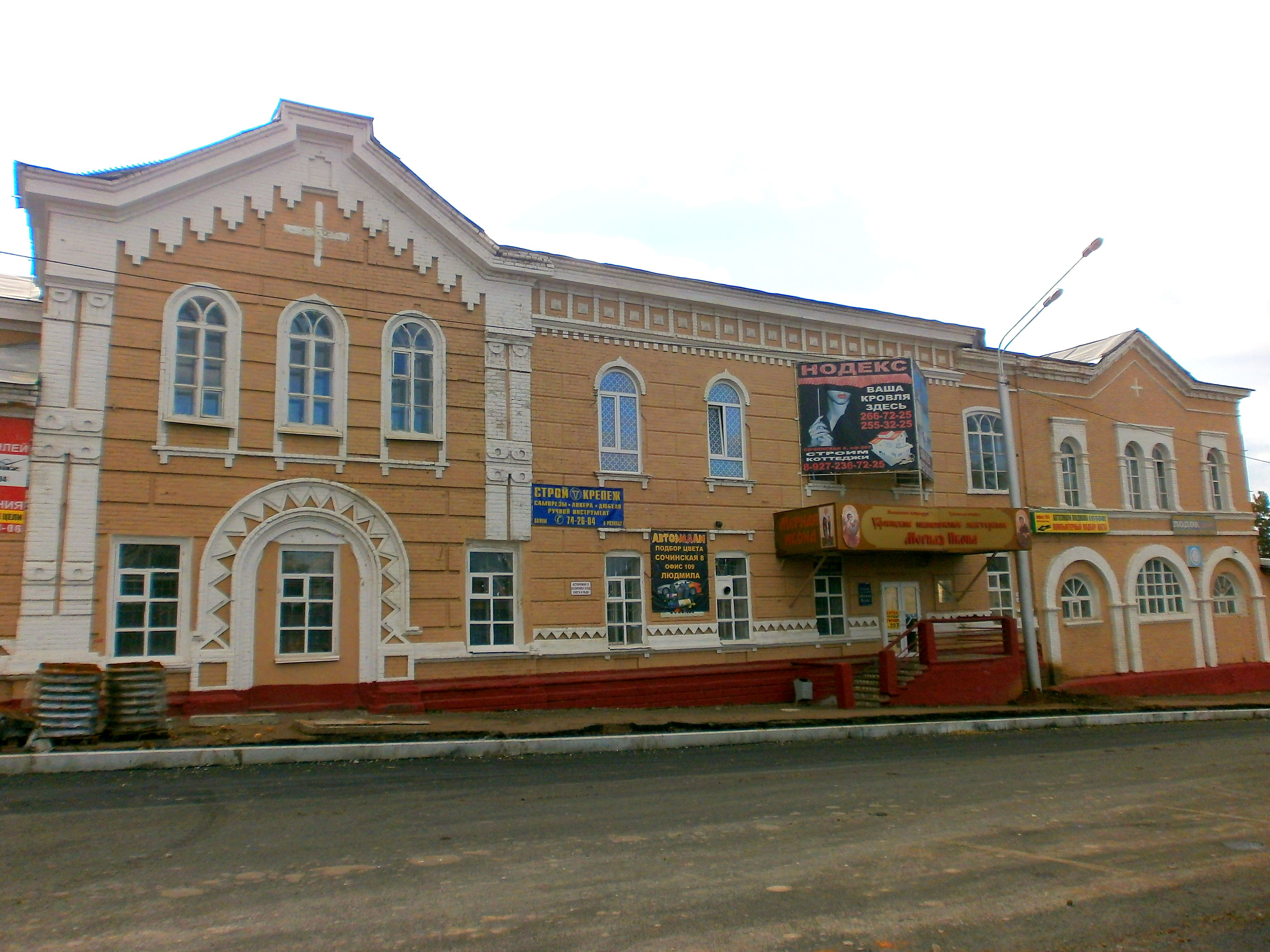
Здание Иверской и Александро-Невской церквей Уфимского Благовещенского женского монастыря (Сочинская улица, 8). Фотография. Вид с Сочинской улицы.
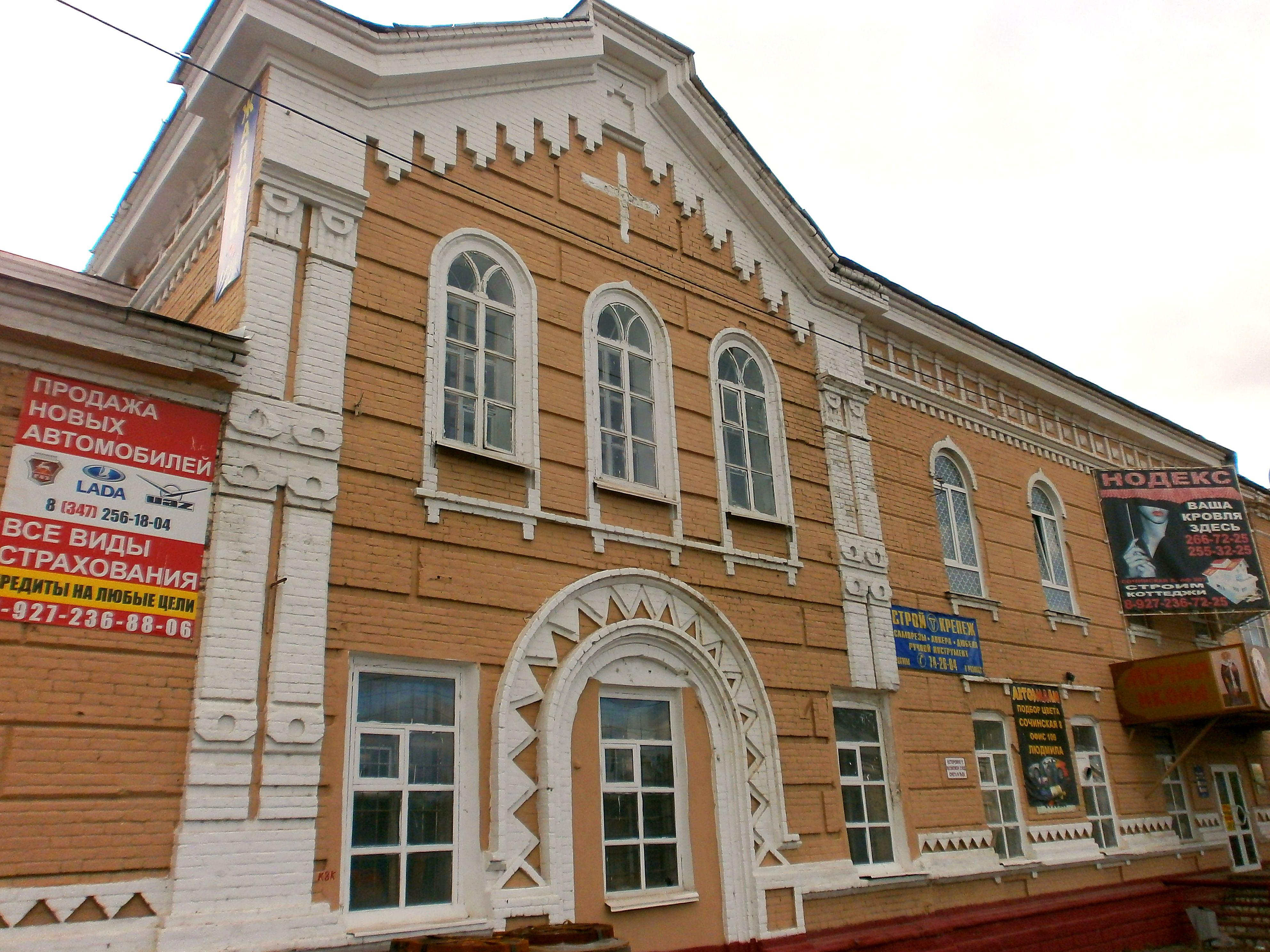
Здание Иверской и Александро-Невской церквей Уфимского Благовещенского женского монастыря (Сочинская улица, 8). Фотография. Вид с Сочинской улицы.
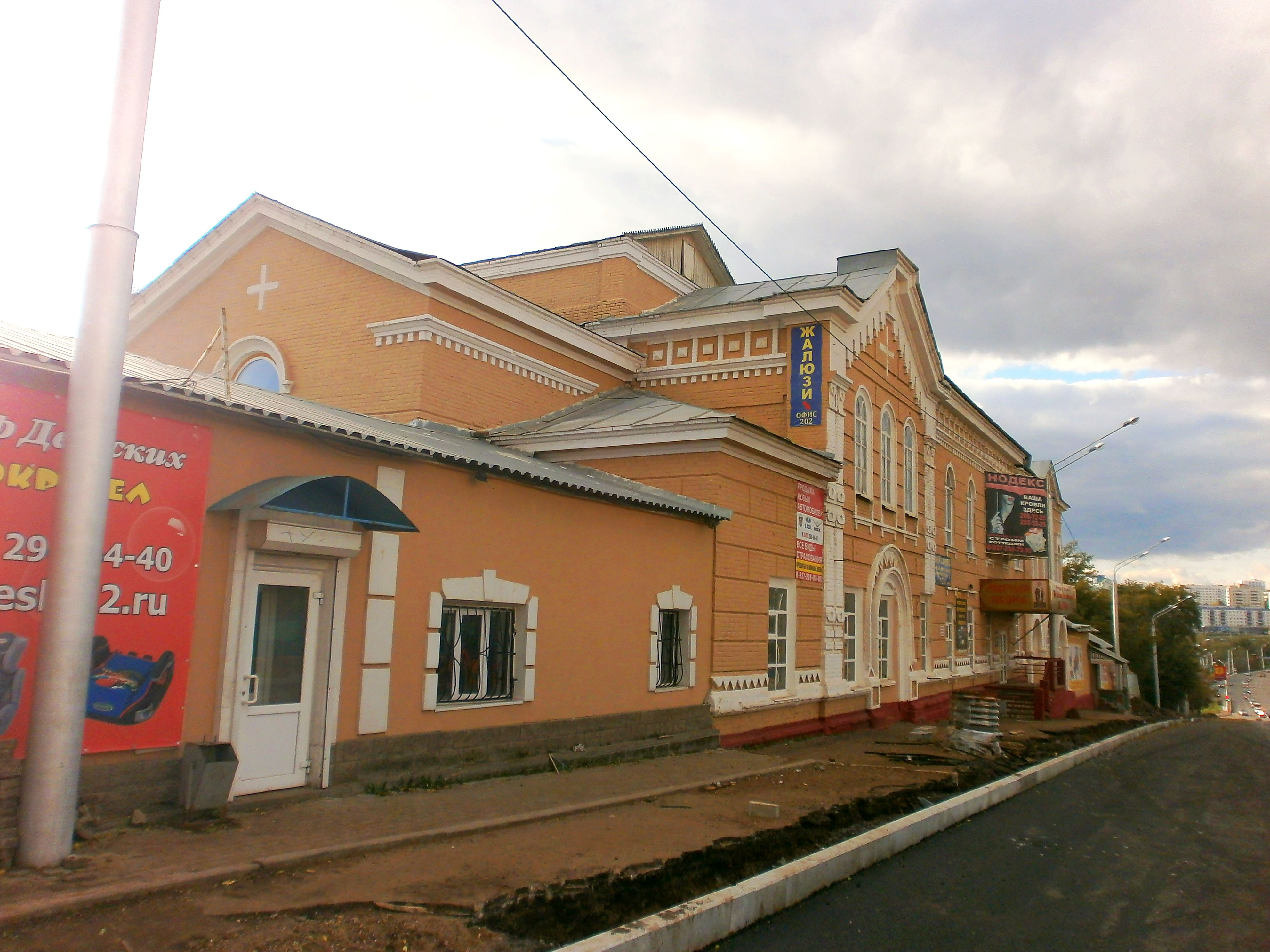
Здание Иверской и Александро-Невской церквей Уфимского Благовещенского женского монастыря (Сочинская улица, 8). Фотография. Вид с Сочинской улицы.
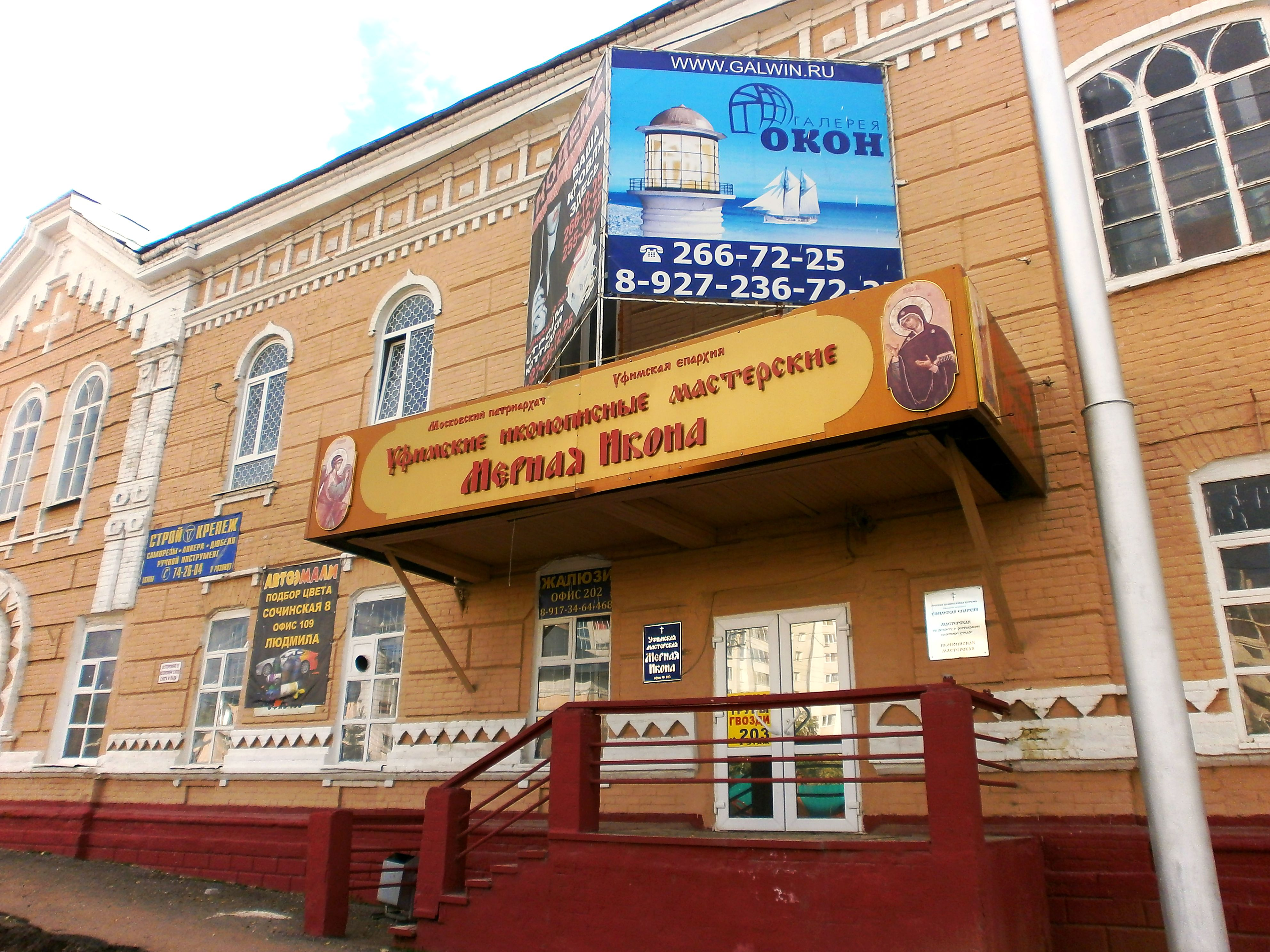
Здание Иверской и Александро-Невской церквей Уфимского Благовещенского женского монастыря (Сочинская улица, 8). Фотография. Вид с Сочинской улицы.